# Tessa Wullaert
Tessa Wullaert (Tielt, 19 marzo 1993) è una calciatrice belga, attaccante dell'Inter e della nazionale belga.

## Carriera

### Club
Tessa Wullaert inizia ad appassionarsi al calcio fin dalla giovane età e dopo aver giocato nelle formazioni giovanili di FC Wakken, Sporting West Harelbeke e DVC Zuid-West Vlaanderen, nell'estate 2008, a 15 anni, trova un accordo con il Dames Zultse (l'attuale Zulte Waregem) per giocare dalla stagione entrante in Division 2/Tweede Klasse, secondo livello del campionato belga femminile di calcio. La stagione si rivela positiva e Wullaert contribuisce alla conquista della prima posizione nel torneo e la conseguente promozione in Division 1/Eerste klasse. Con lo Zultse gioca complessivamente quattro stagioni, le ultime tre sempre in prima divisione, raggiungendo il massimo risultato con la sua squadra nella stagione 2010-2011, 45 punti e quinta posizione in campionato.
Nell'estate 2012 sottoscrive un contratto con l'Anderlecht, squadra che nella stagione entrante ha deciso di partecipare alla BeNe League, campionato congiunto belga e olandese. Con l'Anderlecht scende in campo in 27 occasioni su 28 incontri, 14 della prima fase e altrettanti della seconda, siglando 10 reti tra campionato prima di passare dalla stagione 2013-2014 allo Standard Liegi, secondo classificato in campionato dietro alle olandesi del Twente.
Grazie alla posizione conquistata in BeNe League dallo Standard, Wullaert ha l'occasione di debuttare in una competizione internazionale UEFA per club il 9 ottobre 2013, nella partita casalinga di andata valida per i sedicesimi di finale dell'edizione 2013-2014 di Champions League. Nell'occasione al 50' sigla la rete del parziale 2-1 sulle scozzesi del Glasgow City, incontro terminato poi con due gol per parte. Nella stagione di BeNe League contribuisce alla nuova conquista del secondo posto in campionato mettendosi in luce e aggiudicandosi il titolo di migliore giocatrice del torneo. Le sue prestazioni sono ancora più determinanti nel successivo campionato, dove grazie alle 18 reti siglate in BeNe League 2014-2015 conquista il titolo di capocannoniere del torneo contribuisce a far raggiungere alla propria squadra il primo posto con 64 punti sorpassando il Twente.
Attirata su di sé l'attenzione dei club esteri dopo il termine campionato, il 26 maggio 2015, Wullaert coglie l'occasione offertale dal Wolfsburg per giocare in Frauen-Bundesliga, livello di vertice del campionato professionistico tedesco dalla stagione entrante. Ha giocato al Wolfsburg per tre stagioni, vincendo due campionati e tre coppe nazionali, e raggiungendo in due occasioni la finale dell'UEFA Women's Champions League, perse entrambe le volte dalla squadra tedesca.
Nell'estate 2018 si è trasferita al Manchester City in Inghilterra. Nelle due stagioni giocate con le inglesi ha vinto l'edizione 2018-19 della FA Women's Cup e della FA Women's League Cup, collezionando complessivamente in tutte le competizioni 53 presenze e 10 reti. Lasciato il Manchester City, è tornata in Belgio, tornando a giocare dopo sette anni all'Anderlecht. Nelle due stagioni trascorse all'Anderlecht ha vinto la Super League belga, la massima serie nazionale, in entrambe le occasioni, e collezionando 79 reti e 58 assist in 59 partite giocate.
Nell'estate 2022 ha lasciato nuovamente il Belgio per trasferirsi nei vicini Paesi Bassi, accordandosi col Fortuna Sittard, società iscrittasi all'Eredivisie, massima serie olandese, proprio per la stagione 2022-23. Dopo aver concluso al secondo posto la classifica delle migliori marcatrici alla prima stagione di Eredivisie, ha vinto la stessa classifica con 26 reti realizzate nella stagione 2023-24.
Il 7 giugno 2024, viene ufficializzato l'ingaggio a parametro zero di Wullaert da parte dell'Inter, in Serie A, con cui firma un contratto biennale, valido a partire dal 1º luglio seguente. Segna la sua prima rete in nerazzurro il 15 settembre successivo, nella vittoria esterna contro il Napoli (1-4).

## Statistiche

### Presenze e reti nei club
Statistiche (parziali) aggiornate al 10 maggio 2025.
| Stagione               | Squadra                | Campionato             | Campionato | Campionato | Coppe nazionali | Coppe nazionali | Coppe nazionali | Coppe continentali | Coppe continentali | Coppe continentali | Altre coppe | Altre coppe | Altre coppe | Totale | Totale |
| Stagione               | Squadra                | Comp                   | Pres       | Reti       | Comp            | Pres            | Reti            | Comp               | Pres               | Reti               | Comp        | Pres        | Reti        | Pres   | Reti   |
| ---------------------- | ---------------------- | ---------------------- | ---------- | ---------- | --------------- | --------------- | --------------- | ------------------ | ------------------ | ------------------ | ----------- | ----------- | ----------- | ------ | ------ |
| 2015-2016              | Wolfsburg              | BL                     | 16         | 4          | CG              | 2               | 0               | UWCL               | 6                  | 1                  | -           | -           | -           | 24     | 5      |
| 2016-2017              | Wolfsburg              | BL                     | 20         | 3          | CG              | 5               | 2               | UWCL               | 5                  | 0                  | -           | -           | -           | 30     | 5      |
| 2017-2018              | Wolfsburg              | BL                     | 15         | 3          | CG              | 2               | 1               | UWCL               | 8                  | 4                  | -           | -           | -           | 25     | 8      |
| Totale Wolfsburg       | Totale Wolfsburg       | Totale Wolfsburg       | 51         | 10         | -               | 9               | 3               | -                  | 19                 | 5                  | -           | -           | -           | 79     | 18     |
| 2018-2019              | Manchester City        | WSL                    | 18         | 3          | CI              | 4               | 0               | WCL                | 1                  | 0                  | CdL         | 7           | 2           | 30     | 5      |
| 2019-2020              | Manchester City        | WSL                    | 13         | 3          | CI              | 2               | 0               | WCL                | 3                  | 0                  | CdL         | 3           | 2           | 21     | 5      |
| Totale Manchester City | Totale Manchester City | Totale Manchester City | 31         | 6          | -               | 6               | 0               | -                  | 4                  | 0                  | -           | 10          | 4           | 51     | 10     |
| 2020-2021              | Anderlecht             | SL                     | 24         | 38         | CB              | 0               | 0               | UWCL               | 2                  | 2                  | -           | -           | -           | 26     | 40     |
| 2021-2022              | Anderlecht             | SL                     | 26         | 35         | CB              | 2+              | 2+              | UWCL               | 2                  | 1                  | -           | -           | -           | 30+    | 38+    |
| Totale Anderlecht      | Totale Anderlecht      | Totale Anderlecht      | 50         | 73         |                 | 2+              | 2+              |                    | 4                  | 3                  |             | -           | -           | 56+    | 78+    |
| 2022-2023              | Fortuna Sittard        | E                      | 20         | 20         | CO+CdL          | 2+1             | 2+0             | -                  | -                  | -                  | -           | -           | -           | 23     | 22     |
| 2023-2024              | Fortuna Sittard        | E                      | 22         | 26         | CO+CdL          | 4+1             | 5+0             | -                  | -                  | -                  | -           | -           | -           | 27     | 31     |
| Totale Fortuna Sittard | Totale Fortuna Sittard | Totale Fortuna Sittard | 42         | 46         |                 | 8               | 7               |                    | -                  | -                  |             | -           | -           | 50     | 53     |
| 2024-2025              | Inter                  | A                      | 22         | 10         | CI              | 3               | 0               | -                  | -                  | -                  | -           | -           | -           | 25     | 10     |
| Totale carriera        | Totale carriera        | Totale carriera        | 193+       | 152+       | -               | 28+             | 12+             | -                  | 27+                | 8+                 | -           | 10+         | 4           | 258+   | 176+   |

### Cronologia presenze e reti in Nazionale
| Cronologia completa delle presenze e delle reti in nazionale ― Belgio | Cronologia completa delle presenze e delle reti in nazionale ― Belgio | Cronologia completa delle presenze e delle reti in nazionale ― Belgio | Cronologia completa delle presenze e delle reti in nazionale ― Belgio | Cronologia completa delle presenze e delle reti in nazionale ― Belgio | Cronologia completa delle presenze e delle reti in nazionale ― Belgio | Cronologia completa delle presenze e delle reti in nazionale ― Belgio | Cronologia completa delle presenze e delle reti in nazionale ― Belgio |
| Data                                                                  | Città                                                                 | In casa                                                               | Risultato                                                             | Ospiti                                                                | Competizione                                                          | Reti                                                                  | Note                                                                  |
| --------------------------------------------------------------------- | --------------------------------------------------------------------- | --------------------------------------------------------------------- | --------------------------------------------------------------------- | --------------------------------------------------------------------- | --------------------------------------------------------------------- | --------------------------------------------------------------------- | --------------------------------------------------------------------- |
| 20-8-2011                                                             | Bruxelles                                                             | Belgio                                                                | 1 – 0                                                                 | Russia                                                                | Amichevole                                                            | 1                                                                     |                                                                       |
| 17-9-2011                                                             | Charleroi                                                             | Belgio                                                                | 2 – 1                                                                 | Ungheria                                                              | Qual. Euro 2013                                                       | 1                                                                     |                                                                       |
| 21-9-2011                                                             | Reykjavík                                                             | Islanda                                                               | 0 – 0                                                                 | Belgio                                                                | Qual. Euro 2013                                                       | -                                                                     |                                                                       |
| 26-10-2011                                                            | Bruxelles                                                             | Belgio                                                                | 0 – 1                                                                 | Norvegia                                                              | Qual. Euro 2013                                                       | -                                                                     |                                                                       |
| 19-11-2011                                                            | Lovanio                                                               | Belgio                                                                | 5 – 0                                                                 | Bulgaria                                                              | Qual. Euro 2013                                                       | 1                                                                     |                                                                       |
| 23-11-2011                                                            | Sofia                                                                 | Bulgaria                                                              | 0 – 1                                                                 | Belgio                                                                | Qual. Euro 2013                                                       | -                                                                     |                                                                       |
| 15-2-2012                                                             | Anversa                                                               | Belgio                                                                | 2 – 2                                                                 | Irlanda del Nord                                                      | Qual. Euro 2013                                                       | 1                                                                     |                                                                       |
| 4-4-2012                                                              | Charleroi                                                             | Belgio                                                                | 1 – 0                                                                 | Islanda                                                               | Qual. Euro 2013                                                       | 1                                                                     |                                                                       |
| 7-6-2012                                                              | Ostenda                                                               | Belgio                                                                | 2 – 2                                                                 | Corea del Nord                                                        | Amichevole                                                            | 1                                                                     |                                                                       |
| 20-6-2012                                                             | Budapest                                                              | Ungheria                                                              | 1 – 3                                                                 | Belgio                                                                | Qual. Euro 2013                                                       | -                                                                     |                                                                       |
| 15-9-2012                                                             | Oslo                                                                  | Norvegia                                                              | 3 – 2                                                                 | Belgio                                                                | Qual. Euro 2013                                                       | 1                                                                     |                                                                       |
| 19-9-2012                                                             | Belfast                                                               | Irlanda del Nord                                                      | 0 – 2                                                                 | Belgio                                                                | Qual. Euro 2013                                                       | -                                                                     |                                                                       |
| 10-2-2013                                                             | Anversa                                                               | Belgio                                                                | 2 – 3                                                                 | Paesi Bassi                                                           | Amichevole                                                            | 1                                                                     |                                                                       |
| 14-2-2013                                                             | Lovanio                                                               | Belgio                                                                | 2 – 0                                                                 | Austria                                                               | Amichevole                                                            | 1                                                                     |                                                                       |
| 2-6-2013                                                              | Waregem                                                               | Belgio                                                                | 3 – 0                                                                 | Ucraina                                                               | Amichevole                                                            | 1                                                                     |                                                                       |
| 21-9-2013                                                             | Bruxelles                                                             | Belgio                                                                | 2 – 0                                                                 | Albania                                                               | Qual. Mondiali 2015                                                   | -                                                                     |                                                                       |
| 25-9-2013                                                             | Oslo                                                                  | Norvegia                                                              | 4 – 1                                                                 | Belgio                                                                | Qual. Mondiali 2015                                                   | -                                                                     |                                                                       |
| 26-10-2013                                                            | Candia                                                                | Grecia                                                                | 1 – 7                                                                 | Belgio                                                                | Qual. Mondiali 2015                                                   | 2                                                                     |                                                                       |
| 31-10-2013                                                            | Bruxelles                                                             | Belgio                                                                | 4 – 1                                                                 | Portogallo                                                            | Qual. Mondiali 2015                                                   | 2                                                                     |                                                                       |
| 12-2-2014                                                             | Utrecht                                                               | Paesi Bassi                                                           | 1 – 1                                                                 | Belgio                                                                | Qual. Mondiali 2015                                                   | -                                                                     |                                                                       |
| 5-4-2014                                                              | Durazzo                                                               | Albania                                                               | 0 – 6                                                                 | Belgio                                                                | Qual. Mondiali 2015                                                   | 1                                                                     |                                                                       |
| 10-4-2014                                                             | Anversa                                                               | Belgio                                                                | 1 – 2                                                                 | Norvegia                                                              | Qual. Mondiali 2015                                                   | 1                                                                     |                                                                       |
| 7-5-2014                                                              | Bruxelles                                                             | Belgio                                                                | 0 – 2                                                                 | Paesi Bassi                                                           | Qual. Mondiali 2015                                                   | -                                                                     |                                                                       |
| 13-9-2014                                                             | Hasselt                                                               | Belgio                                                                | 11 – 0                                                                | Grecia                                                                | Qual. Mondiali 2015                                                   | 3                                                                     |                                                                       |
| 17-9-2014                                                             | Lisbona                                                               | Portogallo                                                            | 0 – 1                                                                 | Belgio                                                                | Qual. Mondiali 2015                                                   | -                                                                     |                                                                       |
| 22-11-2014                                                            | Varsavia                                                              | Polonia                                                               | 0 – 4                                                                 | Belgio                                                                | Amichevole                                                            | 1                                                                     |                                                                       |
| 11-2-2015                                                             | Madrid                                                                | Spagna                                                                | 2 – 1                                                                 | Belgio                                                                | Amichevole                                                            | 1                                                                     |                                                                       |
| 4-3-2015                                                              | Paralimni                                                             | Rep. Ceca                                                             | 2 – 2                                                                 | Belgio                                                                | Cyprus Cup 2015 - 1º turno                                            | 1                                                                     |                                                                       |
| 6-3-2015                                                              | Nicosia                                                               | Belgio                                                                | 0 – 1                                                                 | Sudafrica                                                             | Cyprus Cup 2015 - 1º turno                                            | -                                                                     |                                                                       |
| 9-3-2015                                                              | Larnaca                                                               | Messico                                                               | 0 – 0                                                                 | Belgio                                                                | Cyprus Cup 2015 - 1º turno                                            | -                                                                     |                                                                       |
| 11-3-2015                                                             | Paralimni                                                             | Corea del Sud                                                         | 1 – 1 (5 - 3 dtr)                                                     | Belgio                                                                | Cyprus Cup 2015 - Finale 11º posto                                    | -                                                                     |                                                                       |
| 23-5-2015                                                             | Sint-Truiden                                                          | Belgio                                                                | 3 – 2                                                                 | Norvegia                                                              | Amichevole                                                            | 1                                                                     |                                                                       |
| 22-9-2015                                                             | Bruges                                                                | Belgio                                                                | 6 – 0                                                                 | Bosnia ed Erzegovina                                                  | Qual. Euro 2017                                                       | -                                                                     |                                                                       |
| 27-10-2015                                                            | Zenica                                                                | Bosnia ed Erzegovina                                                  | 0 – 5                                                                 | Belgio                                                                | Qual. Euro 2017                                                       | 2                                                                     |                                                                       |
| 30-11-2015                                                            | Charleroi                                                             | Belgio                                                                | 1 – 1                                                                 | Serbia                                                                | Qual. Euro 2017                                                       | -                                                                     |                                                                       |
| 2-3-2016                                                              | Albufeira                                                             | Islanda                                                               | 2 – 1                                                                 | Belgio                                                                | Algarve Cup 2016 - 1º turno                                           | -                                                                     |                                                                       |
| 4-3-2016                                                              | Lagos                                                                 | Canada                                                                | 1 – 0                                                                 | Belgio                                                                | Algarve Cup 2016 - 1º turno                                           | -                                                                     |                                                                       |
| 7-3-2016                                                              | Parchal                                                               | Belgio                                                                | 2 – 1                                                                 | Danimarca                                                             | Algarve Cup 2016 - 1º turno                                           | -                                                                     |                                                                       |
| 9-3-2016                                                              | Faro                                                                  | Belgio                                                                | 5 – 0                                                                 | Russia                                                                | Algarve Cup 2016 - Finale 5º posto                                    | 1                                                                     |                                                                       |
| 12-4-2016                                                             | Anversa                                                               | Belgio                                                                | 6 – 0                                                                 | Estonia                                                               | Qual. Euro 2017                                                       | 2                                                                     |                                                                       |
| 3-6-2016                                                              | Tallinn                                                               | Estonia                                                               | 0 – 5                                                                 | Belgio                                                                | Qual. Euro 2017                                                       | -                                                                     |                                                                       |
| 15-9-2016                                                             | Belgrado                                                              | Serbia                                                                | 1 – 3                                                                 | Belgio                                                                | Qual. Euro 2017                                                       | -                                                                     |                                                                       |
| 20-9-2016                                                             | Lovanio                                                               | Belgio                                                                | 0 – 2                                                                 | Inghilterra                                                           | Qual. Euro 2017                                                       | -                                                                     |                                                                       |
| 1-3-2017                                                              | Paralimni                                                             | Svizzera                                                              | 2 – 2                                                                 | Belgio                                                                | Cyprus Cup 2017 - 1º turno                                            | -                                                                     |                                                                       |
| 3-3-2017                                                              | Larnaca                                                               | Italia                                                                | 1 – 4                                                                 | Belgio                                                                | Cyprus Cup 2017 - 1º turno                                            | 1                                                                     |                                                                       |
| 6-3-2017                                                              | Nicosia                                                               | Corea del Nord                                                        | 4 – 1                                                                 | Belgio                                                                | Cyprus Cup 2017 - 1º turno                                            | -                                                                     |                                                                       |
| 8-3-2017                                                              | Larnaca                                                               | Belgio                                                                | 1 – 1                                                                 | Austria                                                               | Cyprus Cup 2017 - Finale 5º posto                                     | 1                                                                     |                                                                       |
| 11-4-2017                                                             | Anversa                                                               | Belgio                                                                | 5 – 0                                                                 | Scozia                                                                | Amichevole                                                            | 1                                                                     |                                                                       |
| 12-7-2017                                                             | Charleroi                                                             | Belgio                                                                | 2 – 0                                                                 | Russia                                                                | Amichevole                                                            | 1                                                                     |                                                                       |
| 16-7-2017                                                             | Doetinchem                                                            | Danimarca                                                             | 1 – 0                                                                 | Belgio                                                                | Euro 2017 - 1º turno                                                  | -                                                                     |                                                                       |
| 20-7-2017                                                             | Breda                                                                 | Norvegia                                                              | 0 – 2                                                                 | Belgio                                                                | Euro 2017 - 1º turno                                                  | -                                                                     |                                                                       |
| 24-7-2017                                                             | Tilburg                                                               | Belgio                                                                | 1 – 2                                                                 | Paesi Bassi                                                           | Euro 2017 - 1º turno                                                  | 1                                                                     |                                                                       |
| 18-9-2017                                                             | Anversa                                                               | Belgio                                                                | 12 – 0                                                                | Moldavia                                                              | Qual. Mondiali 2019                                                   | 3                                                                     |                                                                       |
| 20-10-2017                                                            | Bruxelles                                                             | Belgio                                                                | 3 – 2                                                                 | Romania                                                               | Qual. Mondiali 2019                                                   | 1                                                                     |                                                                       |
| 24-10-2017                                                            | Lisbona                                                               | Portogallo                                                            | 0 – 1                                                                 | Belgio                                                                | Qual. Mondiali 2019                                                   | -                                                                     |                                                                       |
| 28-2-2018                                                             | Larnaca                                                               | Rep. Ceca                                                             | 2 – 1                                                                 | Belgio                                                                | Cyprus Cup 2018 - 1º turno                                            | -                                                                     |                                                                       |
| 2-3-2018                                                              | Nicosia                                                               | Spagna                                                                | 0 – 0                                                                 | Belgio                                                                | Cyprus Cup 2018 - 1º turno                                            | -                                                                     |                                                                       |
| 5-3-2018                                                              | Larnaca                                                               | Belgio                                                                | 2 – 0                                                                 | Austria                                                               | Cyprus Cup 2018 - 1º turno                                            | -                                                                     |                                                                       |
| 7-3-2018                                                              | Paralimni                                                             | Sudafrica                                                             | 1 – 2                                                                 | Belgio                                                                | Cyprus Cup 2018 - Finale 5º posto                                     | 1                                                                     |                                                                       |
| 6-4-2018                                                              | Lovanio                                                               | Belgio                                                                | 1 – 1                                                                 | Portogallo                                                            | Qual. Mondiali 2019                                                   | -                                                                     |                                                                       |
| 10-4-2018                                                             | Ferrara                                                               | Italia                                                                | 2 – 1                                                                 | Belgio                                                                | Qual. Mondiali 2019                                                   | -                                                                     |                                                                       |
| 13-6-2018                                                             | Chișinău                                                              | Moldavia                                                              | 0 – 7                                                                 | Belgio                                                                | Qual. Mondiali 2019                                                   | 1                                                                     |                                                                       |
| 31-8-2018                                                             | Bucarest                                                              | Romania                                                               | 0 – 1                                                                 | Belgio                                                                | Qual. Mondiali 2019                                                   | -                                                                     |                                                                       |
| 4-9-2018                                                              | Bruxelles                                                             | Belgio                                                                | 2 – 1                                                                 | Italia                                                                | Qual. Mondiali 2019                                                   | -                                                                     |                                                                       |
| 24-5-2019                                                             | Il Pireo                                                              | Grecia                                                                | 1 – 2                                                                 | Belgio                                                                | Amichevole                                                            | 1                                                                     |                                                                       |
| 1-6-2019                                                              | Anversa                                                               | Belgio                                                                | 6 – 1                                                                 | Thailandia                                                            | Amichevole                                                            | 1                                                                     |                                                                       |
| 3-9-2019                                                              | Liegi                                                                 | Belgio                                                                | 6 – 1                                                                 | Croazia                                                               | Qual. Euro 2022                                                       | -                                                                     |                                                                       |
| 8-10-2019                                                             | Cluj-Napoca                                                           | Romania                                                               | 0 – 1                                                                 | Belgio                                                                | Qual. Euro 2022                                                       | -                                                                     |                                                                       |
| 25-10-2019                                                            | Zagabria                                                              | Croazia                                                               | 1 – 4                                                                 | Belgio                                                                | Qual. Euro 2022                                                       | 1                                                                     | cap.                                                                  |
| 12-11-2019                                                            | Bruxelles                                                             | Belgio                                                                | 6 – 0                                                                 | Lituania                                                              | Qual. Euro 2022                                                       | 2                                                                     | cap.                                                                  |
| 18-9-2020                                                             | Lovanio                                                               | Belgio                                                                | 6 – 1                                                                 | Romania                                                               | Qual. Euro 2022                                                       | 3                                                                     | cap.                                                                  |
| 22-9-2020                                                             | Ginevra                                                               | Svizzera                                                              | 2 – 1                                                                 | Belgio                                                                | Qual. Euro 2022                                                       | 1                                                                     | cap.                                                                  |
| 27-10-2020                                                            | Marijampolė                                                           | Lituania                                                              | 0 – 9                                                                 | Belgio                                                                | Qual. Euro 2022                                                       | 3                                                                     | cap.                                                                  |
| 1-12-2020                                                             | Bruxelles                                                             | Belgio                                                                | 4 – 0                                                                 | Svizzera                                                              | Qual. Euro 2022                                                       | 1                                                                     | cap.                                                                  |
| 18-2-2021                                                             | Bruxelles                                                             | Belgio                                                                | 1 – 6                                                                 | Paesi Bassi                                                           | Amichevole                                                            | -                                                                     | cap. 75’                                                              |
| 21-2-2021                                                             | Aquisgrana                                                            | Germania                                                              | 2 – 0                                                                 | Belgio                                                                | Amichevole                                                            | -                                                                     | cap.                                                                  |
| 8-4-2021                                                              | Bruxelles                                                             | Belgio                                                                | 0 – 2                                                                 | Norvegia                                                              | Amichevole                                                            | -                                                                     | cap. 78’                                                              |
| 11-4-2021                                                             | Bruxelles                                                             | Belgio                                                                | 1 – 0                                                                 | Irlanda                                                               | Amichevole                                                            | -                                                                     | cap.                                                                  |
| 17-9-2021                                                             | Danzica                                                               | Polonia                                                               | 1 – 1                                                                 | Belgio                                                                | Qual. Mondiali 2023                                                   | -                                                                     | cap.                                                                  |
| 21-9-2021                                                             | Bruxelles                                                             | Belgio                                                                | 7 – 0                                                                 | Albania                                                               | Qual. Mondiali 2023                                                   | 1                                                                     | cap.                                                                  |
| 21-10-2021                                                            | Lovanio                                                               | Belgio                                                                | 7 – 0                                                                 | Kosovo                                                                | Qual. Mondiali 2023                                                   | 3                                                                     | cap.                                                                  |
| 26-10-2021                                                            | Oslo                                                                  | Norvegia                                                              | 4 – 0                                                                 | Belgio                                                                | Qual. Mondiali 2023                                                   | -                                                                     | cap.                                                                  |
| 25-11-2021                                                            | Lovanio                                                               | Belgio                                                                | 19 – 0                                                                | Armenia                                                               | Qual. Mondiali 2023                                                   | 3                                                                     | cap.                                                                  |
| 30-11-2021                                                            | Lovanio                                                               | Belgio                                                                | 4 – 0                                                                 | Polonia                                                               | Qual. Mondiali 2023                                                   | 1                                                                     | cap.                                                                  |
| 7-4-2022                                                              | Elbasan                                                               | Albania                                                               | 0 – 5                                                                 | Belgio                                                                | Qual. Mondiali 2023                                                   | 2                                                                     | cap.                                                                  |
| 12-4-2022                                                             | Pristina                                                              | Kosovo                                                                | 1 – 6                                                                 | Belgio                                                                | Qual. Mondiali 2023                                                   | 3                                                                     | cap.                                                                  |
| 16-6-2022                                                             | Wolverhampton                                                         | Inghilterra                                                           | 3 – 0                                                                 | Belgio                                                                | Amichevole                                                            | -                                                                     | cap.                                                                  |
| 23-6-2022                                                             | Lier                                                                  | Belgio                                                                | 4 – 1                                                                 | Irlanda del Nord                                                      | Amichevole                                                            | 2                                                                     | cap.                                                                  |
| 26-6-2022                                                             | Lier                                                                  | Belgio                                                                | 0 – 1                                                                 | Austria                                                               | Amichevole                                                            | -                                                                     | cap.                                                                  |
| 10-7-2022                                                             | Manchester                                                            | Belgio                                                                | 1 – 1                                                                 | Islanda                                                               | Euro 2022 - Fase a gironi                                             | -                                                                     | cap. 90+3’                                                            |
| 14-7-2022                                                             | Rotherham                                                             | Francia                                                               | 2 – 1                                                                 | Belgio                                                                | Euro 2022 - Fase a gironi                                             | -                                                                     | cap.                                                                  |
| 18-7-2022                                                             | Manchester                                                            | Italia                                                                | 0 – 1                                                                 | Belgio                                                                | Euro 2022 - Fase a gironi                                             | -                                                                     | cap.                                                                  |
| 22-7-2022                                                             | Leigh                                                                 | Svezia                                                                | 1 – 0                                                                 | Belgio                                                                | Euro 2022 - Quarti di finale                                          | -                                                                     | cap.                                                                  |
| 2-9-2022                                                              | Lovanio                                                               | Belgio                                                                | 0 – 1                                                                 | Norvegia                                                              | Qual. Mondiali 2023                                                   | -                                                                     | cap. 11’                                                              |
| 6-9-2022                                                              | Erevan                                                                | Armenia                                                               | 0 – 7                                                                 | Belgio                                                                | Qual. Mondiali 2023                                                   | 1                                                                     | cap.                                                                  |
| 6-10-2022                                                             | Vizela                                                                | Portogallo                                                            | 2 – 1                                                                 | Belgio                                                                | Qual. Mondiali 2023 - Play-off                                        | 1                                                                     | cap.                                                                  |
| 12-11-2022                                                            | Lovanio                                                               | Belgio                                                                | 7 – 0                                                                 | Slovacchia                                                            | Amichevole                                                            | 2                                                                     | cap.                                                                  |
| 16-2-2023                                                             | Milton Keynes                                                         | Italia                                                                | 1 – 2                                                                 | Belgio                                                                | Arnold Clark Cup 2023                                                 | 1                                                                     | 63’                                                                   |
| 19-2-2023                                                             | Coventry                                                              | Belgio                                                                | 2 – 1                                                                 | Corea del Sud                                                         | Arnold Clark Cup 2023                                                 | 1                                                                     | cap.                                                                  |
| 22-2-2023                                                             | Bristol                                                               | Inghilterra                                                           | 6 – 1                                                                 | Belgio                                                                | Arnold Clark Cup 2023                                                 | -                                                                     | cap. 89’                                                              |
| 11-4-2023                                                             | Lovanio                                                               | Belgio                                                                | 2 – 2                                                                 | Slovenia                                                              | Amichevole                                                            | 2                                                                     | cap.                                                                  |
| 22-9-2023                                                             | Lovanio                                                               | Belgio                                                                | 2 – 1                                                                 | Paesi Bassi                                                           | UEFA Women's Nations League 2023-2024 - 1º turno                      | -                                                                     | cap.                                                                  |
| 26-9-2023                                                             | Glasgow                                                               | Scozia                                                                | 1 – 1                                                                 | Belgio                                                                | UEFA Women's Nations League 2023-2024 - 1º turno                      | -                                                                     | cap. 85’                                                              |
| 27-10-2023                                                            | Leicester                                                             | Inghilterra                                                           | 1 – 0                                                                 | Belgio                                                                | UEFA Women's Nations League 2023-2024 - 1º turno                      | -                                                                     | cap.                                                                  |
| 31-10-2023                                                            | Lovanio                                                               | Belgio                                                                | 3 – 2                                                                 | Inghilterra                                                           | UEFA Women's Nations League 2023-2024 - 1º turno                      | 2                                                                     | cap. 90’                                                              |
| 1-12-2023                                                             | Bruxelles                                                             | Belgio                                                                | 1 – 1                                                                 | Scozia                                                                | UEFA Women's Nations League 2023-2024 - 1º turno                      | 1                                                                     | cap.                                                                  |
| 5-12-2023                                                             | Tilburg                                                               | Paesi Bassi                                                           | 4 – 0                                                                 | Belgio                                                                | UEFA Women's Nations League 2023-2024 - 1º turno                      | -                                                                     | cap.                                                                  |
| 23-2-2024                                                             | Felcsút                                                               | Ungheria                                                              | 1 – 5                                                                 | Belgio                                                                | UEFA Women's Nations League 2023-2024 - 1º turno                      | 2                                                                     | cap. 81’                                                              |
| 27-2-2024                                                             | Lovanio                                                               | Belgio                                                                | 5 – 1                                                                 | Ungheria                                                              | UEFA Women's Nations League 2023-2024 - 1º turno                      | 3                                                                     | cap.                                                                  |
| 5-4-2024                                                              | Lovanio                                                               | Belgio                                                                | 0 – 7                                                                 | Spagna                                                                | Qual. Euro 2025                                                       | -                                                                     | cap.                                                                  |
| 9-4-2024                                                              | Viborg                                                                | Danimarca                                                             | 4 – 2                                                                 | Belgio                                                                | Qual. Euro 2025                                                       | -                                                                     | cap.                                                                  |
| 31-5-2024                                                             | Praga                                                                 | Rep. Ceca                                                             | 1 – 2                                                                 | Belgio                                                                | Qual. Euro 2025                                                       | 1                                                                     | cap.                                                                  |
| 4-6-2024                                                              | Sint-Truiden                                                          | Belgio                                                                | 1 – 1                                                                 | Rep. Ceca                                                             | Qual. Euro 2025                                                       | -                                                                     | cap.                                                                  |
| 25-10-2024                                                            | Salonicco                                                             | Grecia                                                                | 0 – 0                                                                 | Belgio                                                                | Qual. Euro 2025                                                       | -                                                                     | cap.                                                                  |
| 29-10-2024                                                            | Lovanio                                                               | Belgio                                                                | 5 – 0                                                                 | Grecia                                                                | Qual. Euro 2025                                                       | 2                                                                     | cap.                                                                  |
| 21-2-2025                                                             | Valencia                                                              | Spagna                                                                | 3 – 2                                                                 | Belgio                                                                | UEFA Women's Nations League 2025 - 1º turno                           | 1                                                                     | cap.                                                                  |
| 26-2-2025                                                             | Lovanio                                                               | Belgio                                                                | 0 – 1                                                                 | Portogallo                                                            | UEFA Women's Nations League 2025 - 1º turno                           | -                                                                     | cap.                                                                  |
| 8-4-2025                                                              | Lovanio                                                               | Belgio                                                                | 3 – 2                                                                 | Inghilterra                                                           | UEFA Women's Nations League 2025 - 1º turno                           | 2                                                                     | cap.                                                                  |
| 30-5-2025                                                             | Lovanio                                                               | Belgio                                                                | 1 – 5                                                                 | Spagna                                                                | UEFA Women's Nations League 2025 - 1º turno                           | -                                                                     | cap.                                                                  |
| 3-6-2025                                                              | Funchal                                                               | Portogallo                                                            | 0 – 3                                                                 | Belgio                                                                | UEFA Women's Nations League 2025 - 1º turno                           | 2                                                                     | cap.                                                                  |
| 20-6-2025                                                             | Parigi                                                                | Francia                                                               | 5 – 0                                                                 | Belgio                                                                | Amichevole                                                            | -                                                                     | cap.                                                                  |
| 26-6-2025                                                             | Bruxelles                                                             | Belgio                                                                | 2 – 0                                                                 | Grecia                                                                | Amichevole                                                            | 1                                                                     | cap.                                                                  |
| 3-7-2025                                                              | Sion                                                                  | Belgio                                                                | 0 – 1                                                                 | Italia                                                                | Euro 2025 - 1° turno                                                  | -                                                                     | cap.                                                                  |
| 7-7-2025                                                              | Thun                                                                  | Spagna                                                                | 6 – 2                                                                 | Belgio                                                                | Euro 2025 - 1° turno                                                  | -                                                                     | cap.                                                                  |
| 11-7-2025                                                             | Sion                                                                  | Portogallo                                                            | 1 – 2                                                                 | Belgio                                                                | Euro 2025 - 1° turno                                                  | 1                                                                     | cap.                                                                  |
| Totale                                                                |                                                                       | Presenze                                                              | 144                                                                   |                                                                       | Reti                                                                  | 92                                                                    |                                                                       |

## Palmarès

### Club
- Coppa del Belgio: 2

Anderlecht: 2012-2013
Standard Liegi: 2013-2014
- Campionato belga: 4

Standard Liegi: 2013-2014, 2014-2015
Anderlecht: 2020-2021, 2021-2022
- BeNe League: 1

Standard Liegi: 2014-2015
- Coppa di Germania: 3

Wolfsburg: 2015-2016, 2016-2017, 2017-2018
- Campionato tedesco: 2

Wolfsburg: 2016-2017, 2017-2018
- FA Women's Cup: 1

Manchester City: 2018-2019
- FA Women's League Cup: 1

Manchester City: 2018-2019

### Individuale
- Capocannoniere BeNe League: 1

2014-2015 (18 reti)
- Capocannoniere Eredivisie: 1

2023-2024 (26 reti)